# Avernum
Pour les articles homonymes, voir Avernum (homonymie).
Avernum est une série de jeux vidéo de rôle se déroulant dans un univers médiéval-fantastique, développés et édités par Spiderweb Software. Depuis le premier opus sorti en 1995, la série s'est vue complétée de nombreuses suites et d'un spin-off.
À l'origine, la saga reposait sur la trilogie Exile et le spin-off Blades of Exile. Devant le succès remporté par ces quatre jeux, Spiderweb Software a décidé fin 1990 de les ré-éditer, avec une interface plus moderne et des graphismes améliorés. La trilogie Avernum et le spin-off Blades of Avernum verront rapidement le jour, et là encore, ils recevront de bonnes critiques. Leur succès poussera Spiderweb Software à compléter la série de deux nouveaux opus (Avernum 4 et 5), avec une nouvelle interface.
Avernum, tout comme Exile, est en partagiciel. Le joueur a accès à une vaste partie du jeu sans restrictions, jusqu'à ce qu'il atteigne un certain point, à partir duquel il ne peut plus progresser. Seul l'achat du jeu complet permettra au joueur de poursuivre la partie jusqu'au bout.

## Jeux
Les dates de sortie font référence à l'édition Mac, qui est toujours publiée avant la version Windows.

### Exile: Escape From the Pit / Avernum
Date de sortie : janvier 1995 pour Exile et fin 1999 pour Avernum.
Avernum est le premier volet de la série. Vous dirigez une équipe de personnages, qui sont injustement envoyés dans les caves d'Exile, la grande prison de l'Empire. Une fois sur place, vous découvrez un peuple entièrement composé de personnes jugées « non conformes » aux exigences de l'Empire. Ce peuple forme une nouvelle nation : les Avernites. Condamnée à vie, cette nation est assaillie de toutes parts : bandits, gobelins, Nephilims et Nepharims, Slithzerikais et autres démons sont le lot quotidien des affrontements pour la protection des villes. En chemin, vous rencontrerez de nombreux personnages qui désirent ardemment se venger de l'Empire.
À côté des innombrables quêtes secondaires qu'offre le jeu, vous devrez remplir trois missions principales : vaincre le démon Grah-Hoth, trouver une route vers la surface et assassiner l'Empereur Hawthorne III.

### Exile II: Crystal Souls / Avernum 2
Date de sortie : novembre 1995 pour Exile II et fin 2000 pour Avernum 2.
Avernum 2 se déroule 4 ans après le premier volet. L'Empire reconnaît la menace que peut représenter le Royaume d'Avernum pour la stabilité de l'Empire, et lance une vaste campagne d'invasion. Pour rendre les choses encore plus difficiles, d'étranges barrières magiques font leur apparition dans les cavernes, isolant des portions entières du Royaume, parfois à l'avantage des Avernites, parfois à l'avantage de l'Empire.
Votre équipe de personnages rencontre une des créatures responsables de l'apparition des barrières magiques et est invitée à rencontrer la race Vahnatai. Une fois cette rencontre effectuée, les Vahnatais vont se rallier à la cause Avernite, et ensemble repousseront l'armée de l'Empire.

### Exile III: Ruined World / Avernum 3
Date de sortie : janvier 1997 pour Exile III et début 2002 pour Avernum 3.
Avernum 3 se déroule 5 ans après Avernum 2. Un plan ambitieux a été préparé par les Avernites pour revoir la lumière du jour, à la surface. À la suite de la disparition mystérieuse de la première équipe d'espions envoyés sur les terres de Valorim, votre équipe est recrutée par le Royaume pour les retrouver. À la surface, vous êtes éblouis par la beauté de la nature. Cependant, vous remarquez que quelque chose cloche. Les Slimes que vous rencontrez ne sont qu'une part insignifiante de la horde de monstres qui a envahi la région. Alors que vous partez à la reconnaissance du terrain, selon les ordres du Royaume, vous êtes appelés à la rescousse par l'Empire. Vous allez alors faire se rencontrer les Avernites et l'Impératrice, qui s'allieront pour repousser ces monstres.

### Blades of Exile / Blades of Avernum

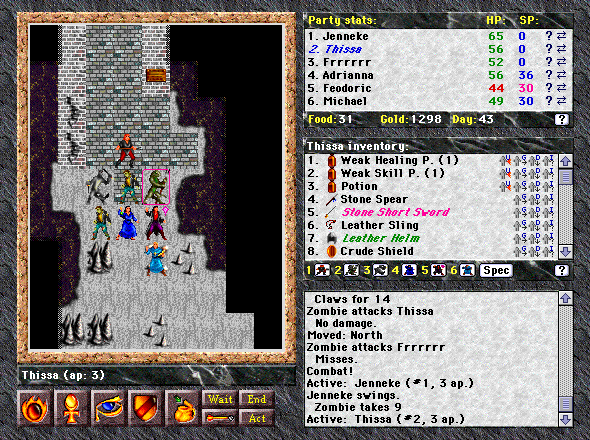
Interface de Blades of Exile, lors d'un combat.

Date de sortie : décembre 1997 pour BoE et mi-2004 pour BoA.
Blades of Exile / Avernum est un jeu à part de la série. Il permet au joueur de diriger une équipe dans différents scénarios, créés par Jeff Vogel ou par les joueurs eux-mêmes, par l'intermédiaire d'un kit téléchargeable. Le kit de Blades of Avernum a été vivement critiqué, parce qu'il est beaucoup plus complexe à manier que celui de son prédécesseur Blades of Exile, qui utilisait une liste d'instructions, au lieu d'un système de Script basé sur le langage C pour Blades of Avernum. D'un autre côté, il a également été acclamé, parce qu'il offre beaucoup plus de possibilités que le système en liste d'instructions.
En 2007, à la suite des nombreuses demandes faites par les fans de la série, Spiderweb Software libère le jeu Blades of Exile sous la licence GNU GPL (code source, ressources graphiques et sonores). Jeff Vogel encourage la ré-utilisation du contenu pour créer des versions améliorées, et ainsi empêcher que le jeu ne sombre dans l'oubli.

### Avernum 4
Avernum 4 est le volet suivant de la série, sorti en janvier 2006. Il utilise un nouveau moteur graphique, créé à partir de celui de Geneforge. Cela signifie que le gameplay est toujours basé sur le tour par tour, mais que le système de navigation en point & click a remplacé le précèdent système fléché. En plus de cela, Avernum 4 incorpore de nouveaux graphismes et animations.
Les évènements d’Avernum 4 se déroulent longtemps après ceux des précédents épisodes – un des dialogues vous révèle que les évènements d'Avernum 3 se sont déroulés « before we were even born » (« avant même que nous ne soyons nés »). Des monstres sont réapparus dans le monde souterrain, et trois puissants morts-vivants s'en sont pris aux citoyens dans les villes. Une crise générale de paranoïa s'est répandue dans le Royaume, et celui-ci ne parvient pas à repousser les assauts des monstres. Le groupe dirigé par le joueur doit comprendre d'où viennent ces ennemis, et trouver un moyen pour les détruire.

### Avernum 5
Avernum 5 est le dernier épisode en date de la série, sorti en novembre 2007. Cette fois-ci, le joueur dirige un groupe de soldats de l'Empire, qui devront traquer Dorikas, un assassin dans les terres d'Avernum. Celui-ci, à la tête des Darkside loyalists, considère que la politique d'amitié envers les avernites menée par l'impératrice affaibli l'Empire. Le jeu est sorti fin 2007 en version Mac, et début 2008 en version Windows. Ce point de vue est certes différent de celui adopté dans les anciens jeux de la série, et permet de lui apporter un souffle nouveau. Même s'il est clairement dit que les héros méprisent les Avernites au début du jeu, bien vite le joueur peut plus s'investir dans le scénario, qui propose de nombreux choix vers la fin. Ce jeu est considéré par beaucoup comme étant le dernier de la série, vu qu'il propose deux fins totalement différentes, aussi bien au niveau du joueur qu'au niveau de l'univers.

## Évolutions techniques
La série originale Exile était en 2 dimensions, et se basait sur un affichage en tiles (voir Moteur 2D). Chaque tile pouvait contenir une image de base, ainsi que divers sprites, tel un personnage ou des objets. La série Avernum quant à lui, repose sur un affichage isométrique orienté à 45°, incorporant 3 axes de déplacement (déplacements selon X et Y sur le terrain, déplacement selon Z lorsque l'on avance sur une montagne ou dans une fosse). Avernum 4 et 5 présentent une interface graphique similaire aux premiers Avernum, mais cette fois-ci avec une prise en charge des ombres, des effets de lumière et de quelques effets spéciaux, et affichent des animations de meilleure qualité.
En plus de la refonte totale du design d’Exile, Avernum possède une interface graphique améliorée ainsi quelques modifications mineures dans son scénario (la trame principale d'Exile reste inchangée, mais plusieurs évènements aléatoires et quêtes secondaires ont été ajoutés).

## Accueil
La série Exile a été très bien reçue. PC Gamer remarque la bone prise en main du gameplay, la qualité littéraire et l'ambition du projet. La version Mac de Exile II remporta l'Eddy Award (mention honorable) en 1995 du magazine MacUser, et une note de 5 sur 5 de ZDnet. Exile III reçut la récompense Shareware Game of the Year de Computer Gaming World.
Les premiers titres de la série Avernum ont reçu des critiques mitigées, faisant l'éloge du concept et du scénario, et la diatribe de la relative pauvreté des graphismes. En juillet 2000, GameZone lui donna une note de 5 sur 10, le qualifiant d'être loin des standards actuels et d'avoir un concept formidable, mais miné par des graphismes obsolètes. Deux ans plus tard, en août 2002, Just RPG émet une critique très élogieuse, décrivant Avernum 3 comme un jeu au concept et au gameplay plus évolués que les standards, malgré le manque de finesse des graphismes, et en lui octroyant la note de 88 %. En octobre 2004, PC Gamer attribue une note de 50 % à Blades of Avernum. En juin 2006, Game Tunnel dénote les mêmes remarques pour Avernum 4 : le scénario et le gameplay sont bien pensés, mais le recours à l'isométrique est obsolète devant les progrès de la 3D actuelle.En avril 2006, GameZone attribue une note de 5,9 sur 10 à Avernum 5, avec les mêmes remarques que pour Avernum premier du nom : concept intéressant mais graphismes de piètre qualité.